# Ходжа Гъясетин
„Ходжа Гъясетин“ (на турски: Hoca Gıyasettin) е квартал на Истанбул, разположен в градска околия Фатих. Общата му площ е 0,086 км2. Според данни на Адресната система за регистриране на населението (ABPRS) към 2024 г. населението на „Ходжа Гъясетин“ е 468 жители.